# 독일 인민당 (1868년)
독일 인민당(독일어: Deutsche Volkspartei, DtVP)은 1868년 독일 진보당 분파에 의해 설립된 독일의 자유주의 정당이다.
독일 인민당은 비 마르크스주의 정당 중에서 가장 급진적이었고 군주제에 비판적이었으며 반 사회주의자 법에 반대하였다.

## 같이 보기
- 자유민주주의
- 자유주의

1. ↑  Winkler, Jürgen R. (1995). 《Sozialstruktur, politische Traditionen und Liberalismus. Eine empirische Längsschnittstudie zur Wahlentwicklung in Deutschland, 1871–1933》. Springer. 66쪽.
2. ↑  Stargardt, Nicholas (1994). 《The German Idea of Militarism: Radical and Socialist Critics 1866-1914》. Cambridge University Press. 31쪽.